# مسجد مولاي سليمان
مَسجِد مَولاي سُليمان هو مَسْجِدٌ في مدينة الرباط المغربيَّة. بَناهُ السُلطان العَلوي مولاي سُليمان في عام 1812، وسُميَ باسمه. وهُو ثاني أكبر مسجد في المدينة ويَقعُ شمال الجدار الأندلسي (على طول شارع الحسن الثاني حاليًا)، وعند تقاطع شارع سويقة وشارع سيدي فاتح، بالقُرب من بوابة باب بويبة. يَحتلُّ المسجد مساحة 1000 متر مربع ومئذنته بارتفاع 32 متر. ويتميز المسجد بتصميم تقليدي للمسجد المغربي، والفناء (الصَّحن) والأعمدة الدَّاخليَّة لِقاعة الصلاة.